# Mingan
Mingan, aussi appelé Ekuanitshit, est une réserve indienne et communauté autochtone sur la Côte-Nord au Québec, Canada. Elle est située près de l'embouchure de la rivière Mingan, dans la baie de Minganie, sur la rive nord du golfe du Saint-Laurent. La réserve est administrée par les Innus d'Ekuanitshit.

## Géographie
Ekuanitshit fait face aux îles de la Réserve de parc national de l'Archipel-de-Mingan, à 28 km, à l'ouest de Havre-Saint-Pierre.
Bien que désignée par le Canada sous le nom Mingan, la réserve porte en réalité, pour les Innus, le nom Ekuanitshu ou Ekuanitshit, selon les sources. On y accède par la mer ou la route 138,,,.

## Toponymie
Ekuanitshit était autrefois un lieu de rassemblement estival pour les Innus, où de nombreuses familles se retrouvaient après avoir passé l'hiver dans leurs territoires de chasse respectifs.
La Commission de toponymie du Québec précise : « Dans une étude publiée en 1931, l'anthropologue Frank G. Speck nomme Ekuanitshiunnuat les Montagnais de Mingan. Il traduit ce terme par peuple de l'endroit où quelque chose est échoué. Selon Speck, il pourrait s'agir de baleines échouées car les îles de Mingan représentent un endroit de prédilection pour ces animaux. Speck ajoute que les Montagnais avaient encore, à cette époque, l'habitude de prélever la graisse des baleines échouées à l'embouchure de la rivière» ,,.

## Histoire

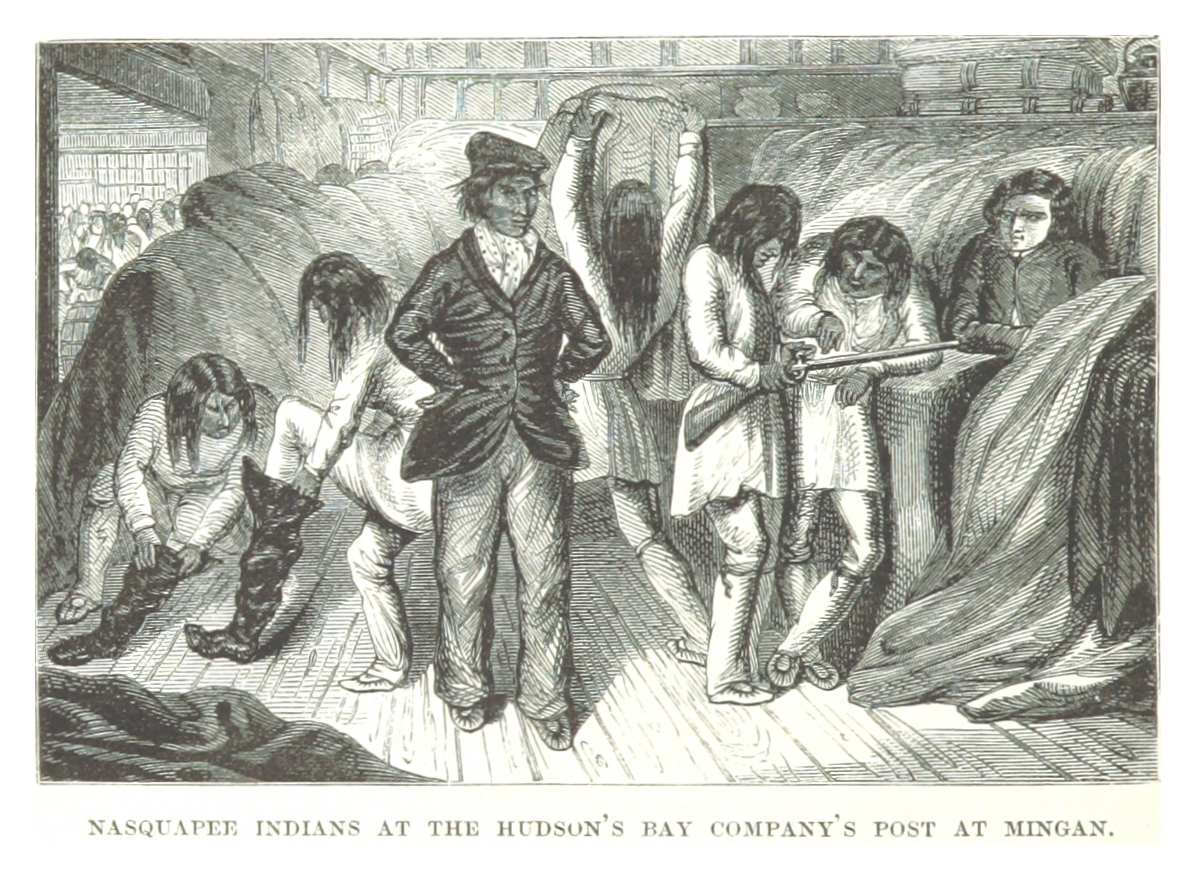
Poste de traite Mingan, 1862.

En 1661, la seigneurie de Mingan est accordée et des Européens commencent alors à s'y établir et à faire la traite des fourrures. La Compagnie du Nord-Ouest puis la Compagnie de la Baie d'Hudson (de 1807 à 1873) ont tenu des postes de traite sous le nom de Mingan. Des Innus y demeuraient pendant l'été,.

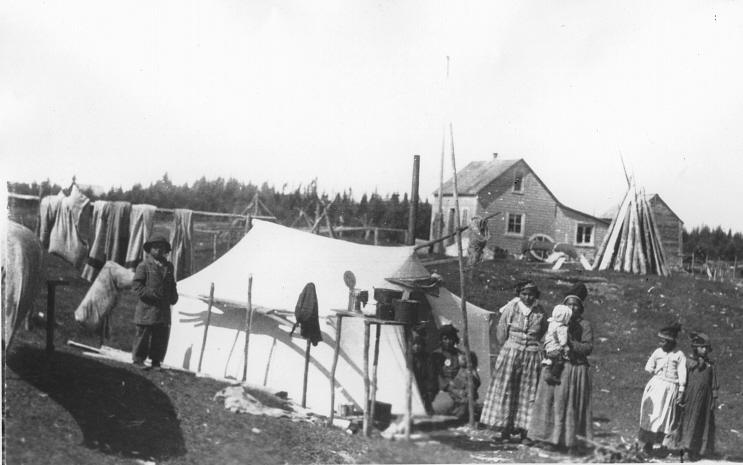
Groupe d'autochtones près d'une tente, Mingan, 1920.

Le nomadisme des Innus commence à prendre fin durant la Seconde Guerre mondiale alors que des compagnies minières et forestières s'y établissent. Après la guerre, incités par un programme gouvernemental de construction de maisons, les Innus s'y installent de façon permanente.
Le 30 avril 1963, le gouvernement du Québec transfère 18 km2 de terre au gouvernement du Canada pour y établir une réserve.
À ce moment, la réserve ne donnait pas accès à la rivière Mingan. À la demande des Innus, les rives sont ajoutées à la réserve en 1983. Le territoire est de nouveau augmenté en 1996,,,.

## Démographie
Le recensement de 2016 y dénombre 552 habitants, soit 21,9 % de plus qu'en 2011.
| 1991 | 1996 | 2001 | 2006 | 2011 | 2016 | 2021 |
| ---- | ---- | ---- | ---- | ---- | ---- | ---- |
| 365  | 431  | 391  | 407  | 453  | 552  | 552  |

## Langues
En 2011, sur une population de 455 habitants, Ekuanitshit comptait 97,8 % d'innuphones (innu-aimun) et 2,2 % de francophones.

## Personnalités liées
- Maya Cousineau Mollen, poétesse.

## Photographies
L'église Saint-Georges de Mingan, mission Innu, est entièrement décorée avec des oeuvres créées par des artistes Innus et Montagnais d'Ekuanitshit. Construite dans les années 1917-1918 par John Maloney, le « Jack Monoloy » de la chanson de Gilles Vigneault, Les bouleaux de la rivière Mingan.

Église Saint-Georges de Mingan 1976, oeuvres Innues et Montagnaises
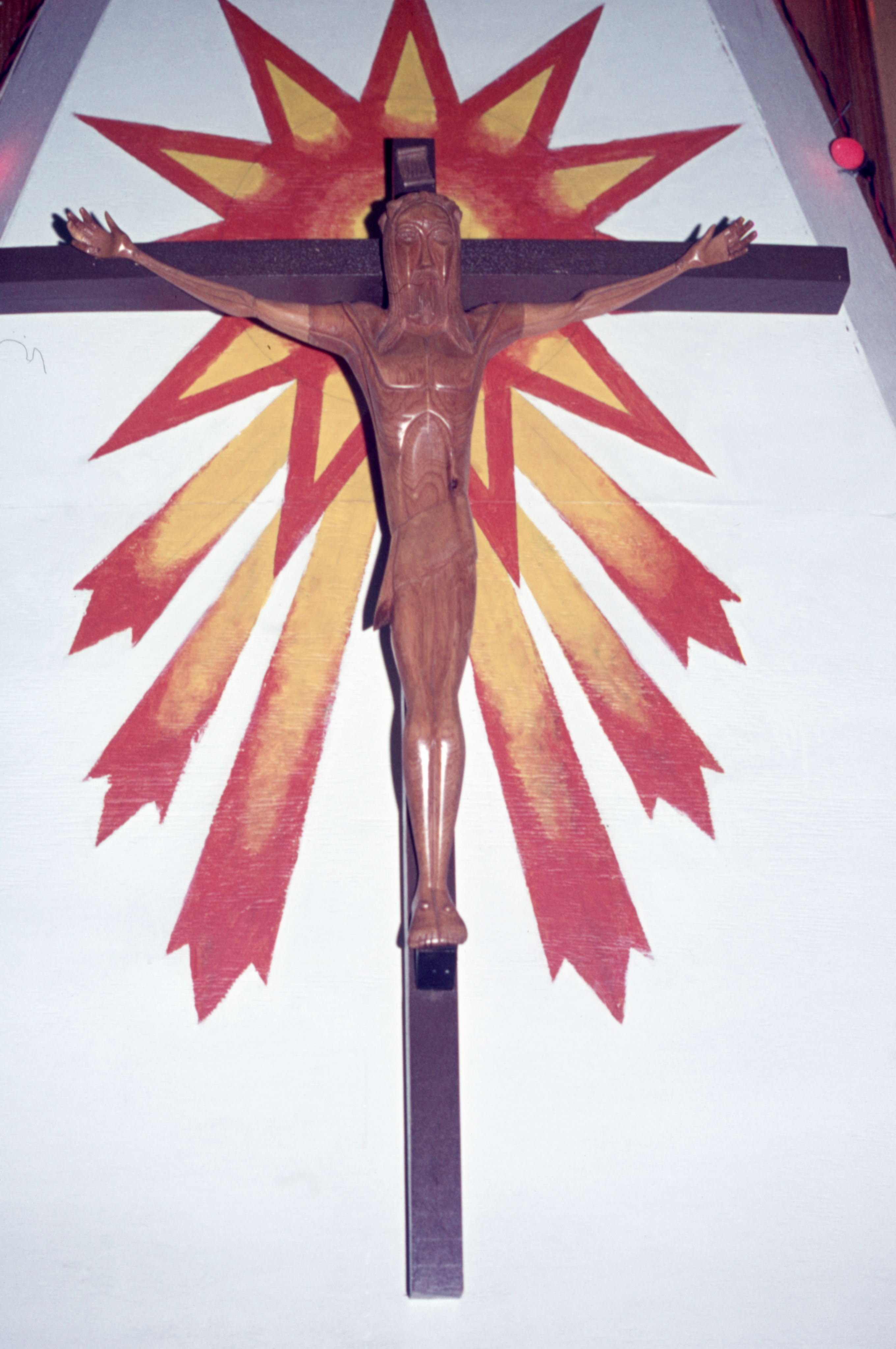
Grand crucifix au-dessus du maître-autel
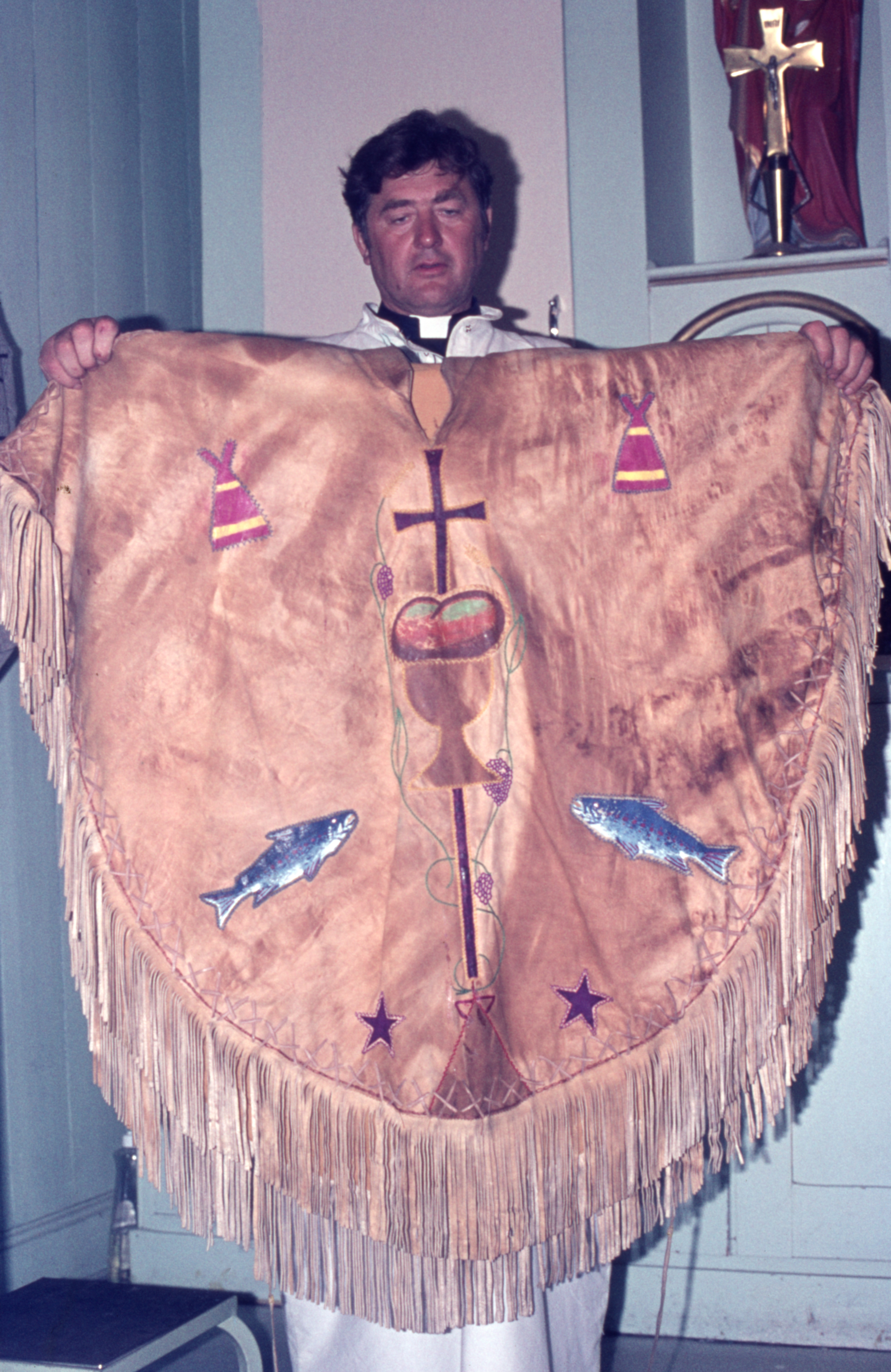
Curé de la paroisse en juillet 1976, chasuble, vêtement sacerdotal
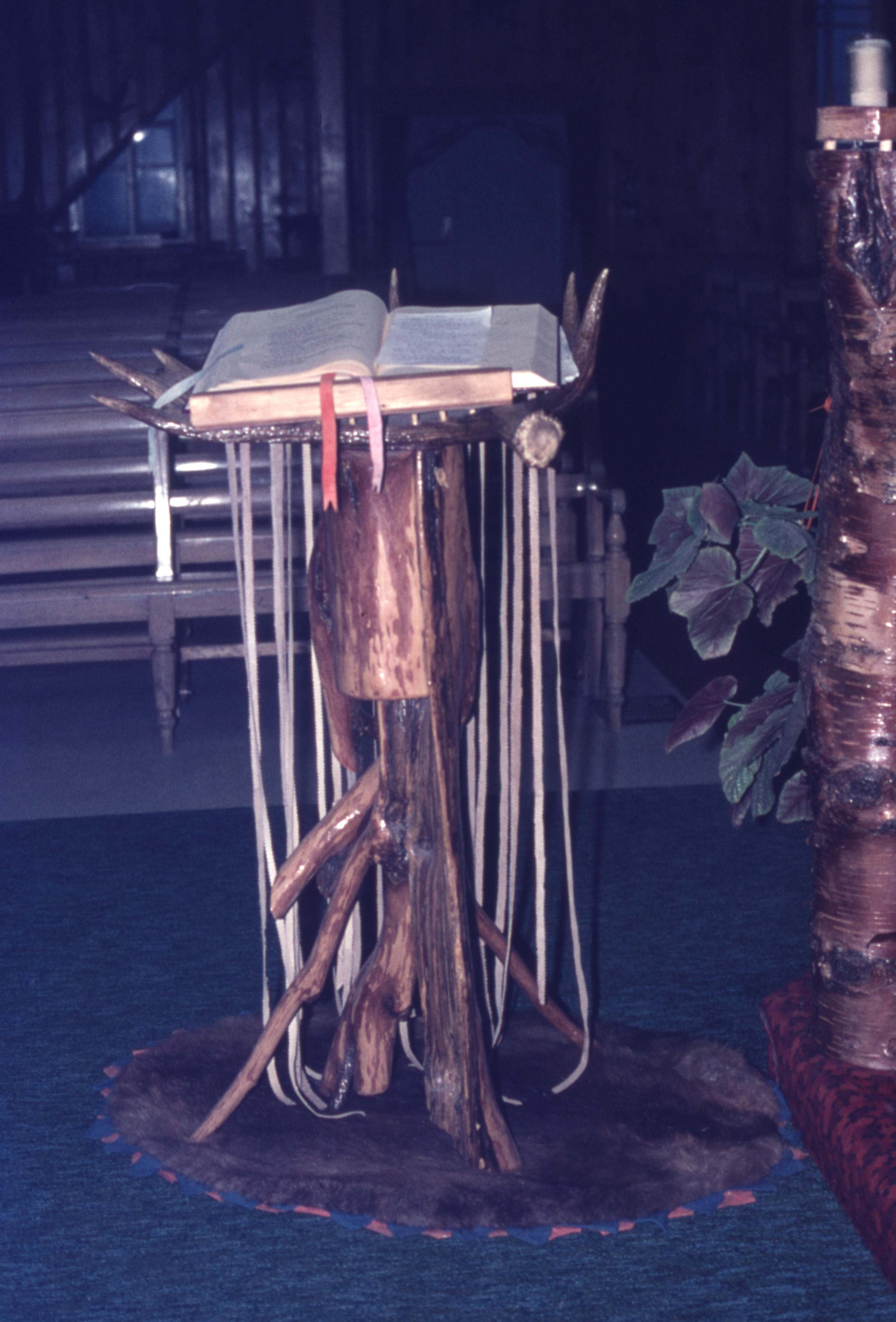
Lutrin et livre liturgique
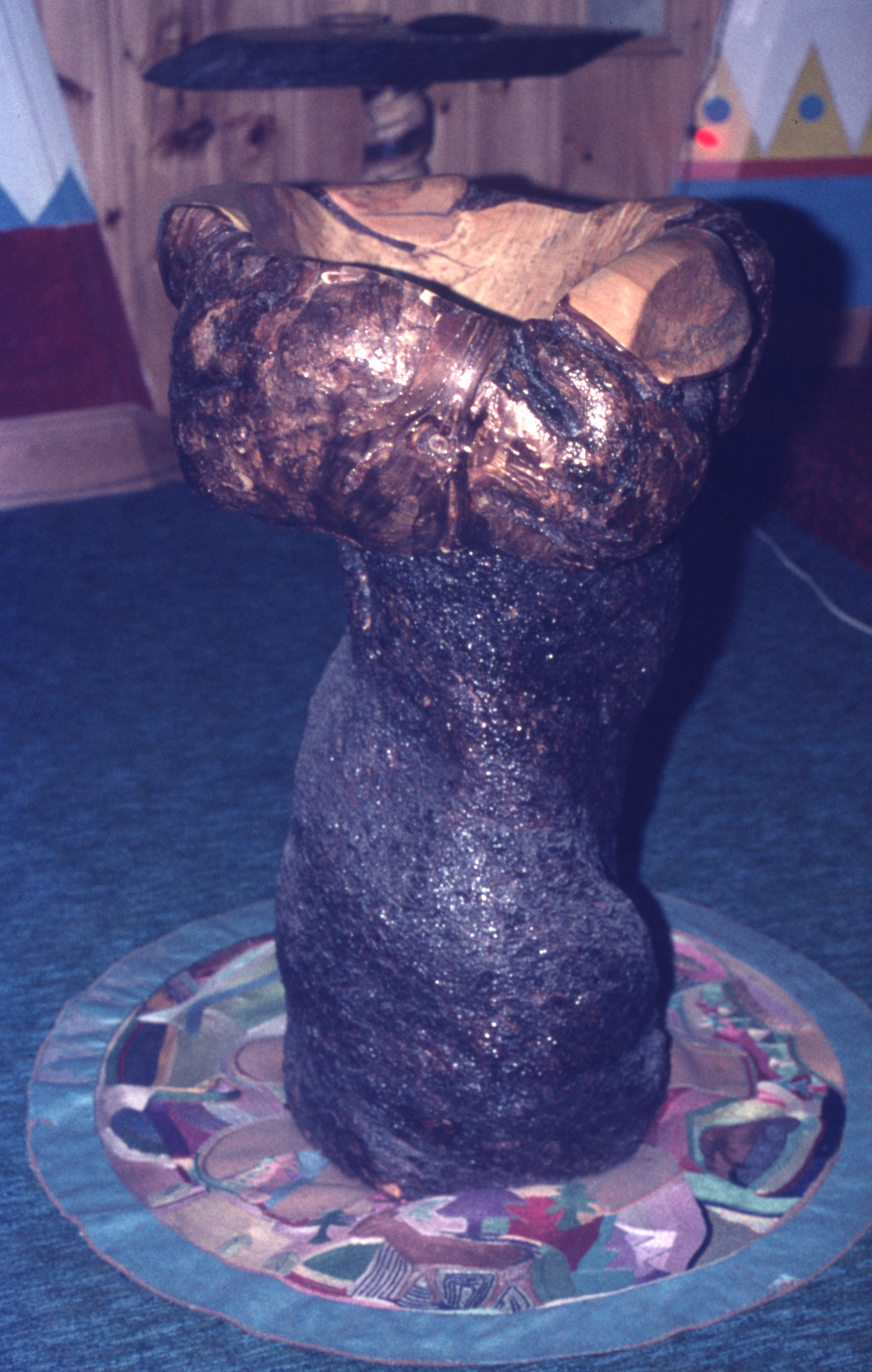
Bénitier ou peut-être fonts baptismaux
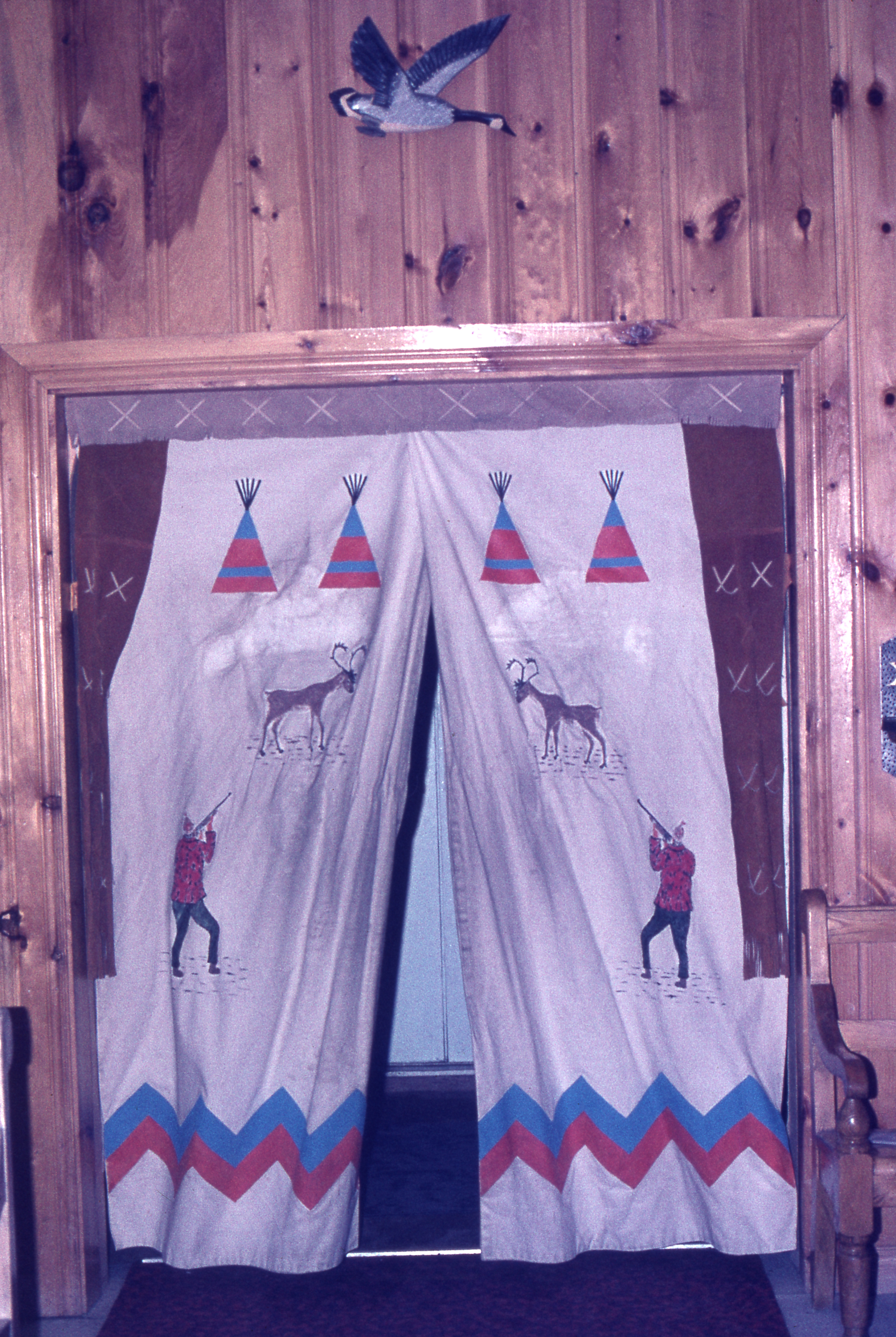
Rideaux à motifs Innus, chasse, gibier, tentes
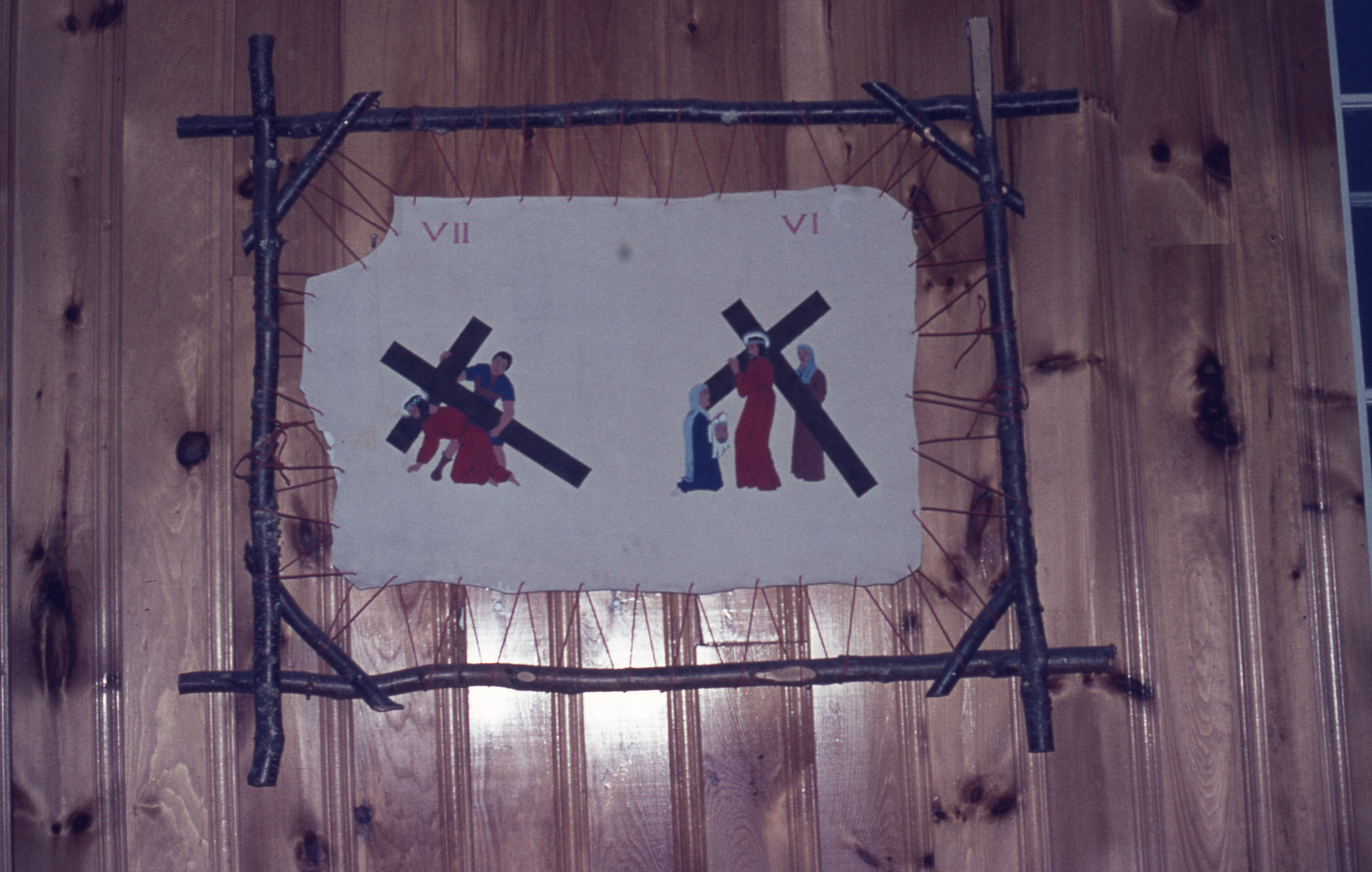
Chemin de croix, stations VI - VII - VIII - IX
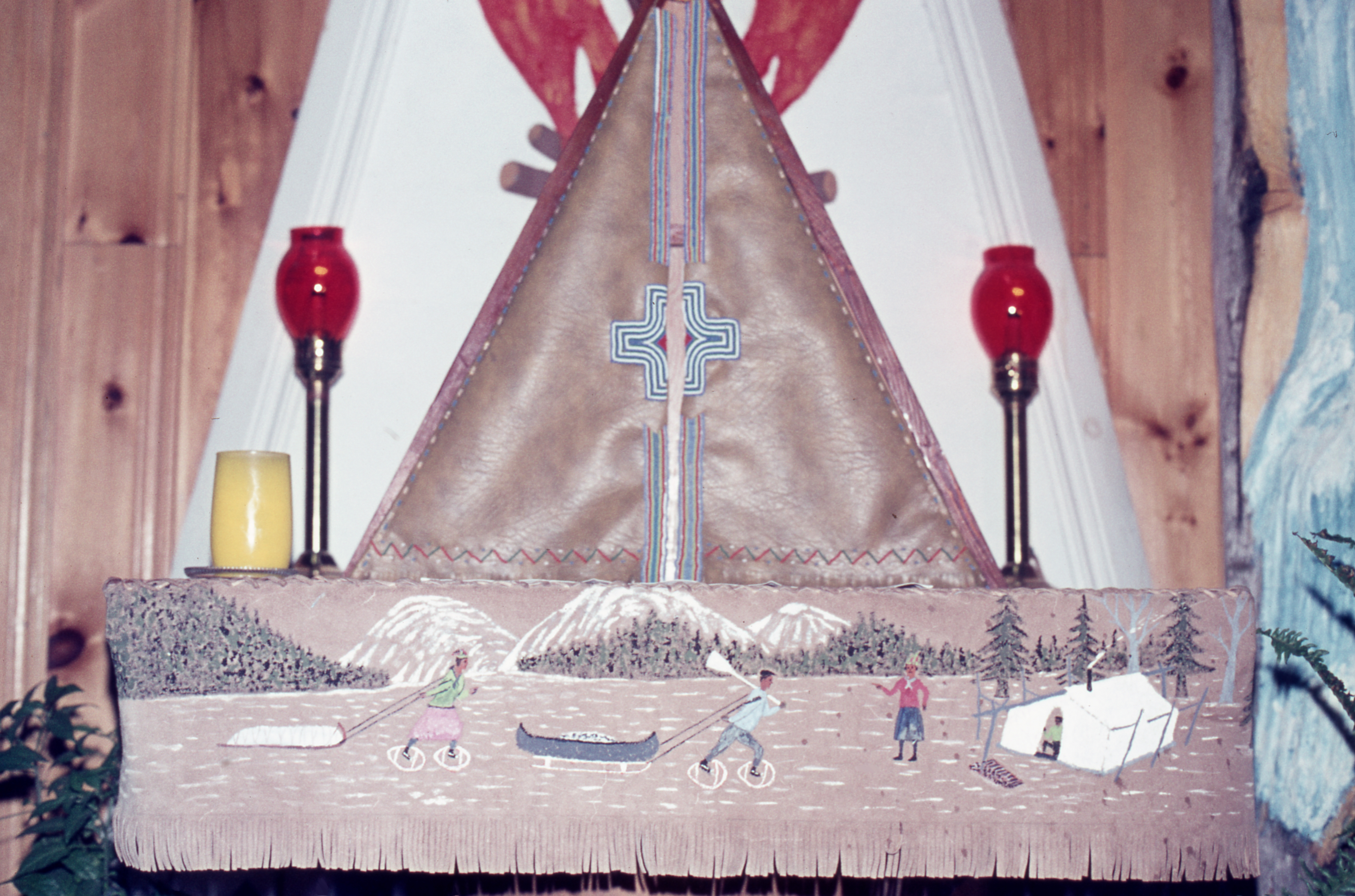
Maître-autel, tabernacle, lampes et nappe peinte